# Claudette Nevins
Claudette Nevins, nata Claudette Weintraub (Wilkes-Barre, 10 aprile 1937 – Los Angeles, 20 febbraio 2020), è stata un'attrice statunitense.

## Biografia
Claudette Nevins nacque a Wilkes-Barre, in Pennsylvania, crescendo poi a Brooklyn, New York. Era figlia del mercante Joseph Weintraub e di Anna Lander, entrambi emigrati in America da piccole città dell'Austria. La Nevins si diplomò alla School of Performing Arts e nel 1957 conseguì una laurea in lettere alla New York University.
Debuttò artisticamente in Broadway in The Wall (adattamento di Millard Lampell del romanzo di John Hersey sulla rivolta nel ghetto di Varsavia) con George C. Scott. Le apparizioni teatrali successive includono Plaza Suite (Broadway) con George C. Scott e Maureen Stapleton, Danton's Death (Lincoln Center) e In White America (off-Broadway) con Gloria Foster e Moses Gunn.
La Compagnia Nazionale di The Great White Hope, in cui recitava con Brock Peters, la portò a Los Angeles, dopodiché iniziò a lavorare in televisione. Per due anni e mezzo apparve nella lunga soap opera diurna Love of Life con Laurie Krakauer e in Headmaster (al fianco di Andy Griffith), Husbands, Wives, Lovers e Married: the First Year (un progetto di David Jacobs). Le sue apparizioni come guest star comprendono Beverly Hills 90210, Barnaby Jones, Melrose Place, JAG, Tre cuori in affitto, Lou Grant, Senza traccia, M*A*S*H, Cuore e batticuore e molti altri.
Partecipò al film in 3D del 1961 La maschera e l'incubo, che in seguito divenne un classico di culto. Altre apparizioni cinematografiche includono A letto con il nemico, California Dolls e Ultima occasione.
Il suo lavoro nei teatri regionali comprende: Arena Stage: Major Barbara, The Iceman Cometh, Ring Round the Moon, The Cherry Orchard; Repertorio di Atlanta: re Arther, The Hostage, The Little Foxes, Major Barbara, The Homecoming, Non puoi portarlo con te, La dodicesima notte; LA Shakespeare: Commedia degli errori; La Mirada: Blithe Spirit.
Fu membro della Matrix Theatre Company, dove apparve in Habeas Corpus di Alan Bennett, Dangerous Corner di J. B. Priestley, Mad Forest di Caryl Churchill e The Water Children. Altre apparizioni teatrali a Los Angeles includono Passion Play (Taper), Non è romantico? (Pasadena), P.S. Il tuo gatto è morto (Westwood) e Philadelphia Story (tribunale).
Fece parte della Antaeus Company e con loro realizzò letture di Hay Fever di Noël Coward, Lungo viaggio verso la notte di O'Neill e, da Shakespeare, Riccardo III e Re Giovanni.
Claudette Nevins è morta il 20 febbraio 2020.

### Vita privata
Precedentemente sposata con Elliot Nevins, Nevins sposò poi l'investitore immobiliare Benjamin L. Pick con cui ebbe due figlie, Jessica e Sabrina.

## Filmografia

### Cinema
- La maschera e l'incubo (The Mask), regia di Julian Roffman (1961)
- California Dolls (...All the Marbles), regia di Robert Aldrich (1981)
- Over Here, Mr. President, regia di Noam Pitlik (1983)
- Ultima occasione (Tuff Turf), regia di Fritz Kiersch (1985)
- Jake's M.O., regia di Harry Winer (1987)
- A letto con il nemico (Sleeping with the Enemy), regia di Joseph Ruben (1991)
- Final Vendetta, regia di René Eram (1996)
- The Doyles (1997)
- Star Trek - L'insurrezione (Star Trek: Insurrection), regia di Jonathan Frakes (1998)
- Eulogy, regia di Michael Clancy (2004)

### Televisione
- The Nurses – serie TV, episodio 3x01 (1964)
- La parola alla difesa (The Defenders) – serie TV, 1 episodio (1965)
- The Unvanquished – film TV (1967)
- Headmaster – serie TV, 14 episodi (1970)
- F.B.I. (The F.B.I.) – serie TV, 1 episodio (1972)
- The Bob Newhart Show – serie TV, 1 episodio (1973)
- Mrs. Sundance – film TV (1974)
- Il mago (The Magician) – serie TV, 1 episodio (1974)
- Petrocelli – serie TV, 1 episodio (1974)
- Sulle strade della California (Police Story) – serie TV, 4 episodi (1973-1974)
- Archer – serie TV, 1 episodio (1975)
- Harry O – serie TV, 2 episodi (1975)
- Guilty or Innocent: The Sam Sheppard Murder Case – film TV (1975)
- The Dark Side of Innocence – film TV (1976)
- Il ricco e il povero (Rich Man, Poor Man - Book II) – serie TV, 1 episodio (1976)
- Electra Woman and Dyna Girl – serie TV, 2 episodi (1976)
- The Possessed – film TV (1977)
- Husbands and Wives – film TV (1977)
- Agenzia Rockford (The Rockford Files) – serie TV, 1 episodio (1977)
- Lou Grant – serie TV, 1 episodio (1977)
- Professione medico (Rafferty) – serie TV, 1 episodio (1977)
- I Fitzpatricks (The Fitzpatricks) – serie TV, 1 episodio (1977)
- Switch – serie TV, 3 episodi (1976-1978)
- Husbands, Wives & Lovers – serie TV, 10 episodi (1978)
- More Than Friends – film TV (1978)
- Tre cuori in affitto (Three's Company) – serie TV, 1 episodio (1979)
- Married: The First Year – serie TV, 4 episodi (1979)
- Mrs. Columbo – serie TV, 1 episodio (1979)
- MASH – serie TV, 1 episodio (1979)
- Shirley – serie TV, 1 episodio (1979)
- La sindrome di Lazzaro (The Lazarus Syndrome) – serie TV, 1 episodio (1979)
- Barnaby Jones – serie TV, 5 episodi (1974-1980)
- California (Knots Landing) – serie TV, 1 episodio (1980)
- In casa Lawrence (Family) – serie TV, 1 episodio (1980)
- Behind the Screen – serie TV (1981)
- Cuore e batticuore (Hart to Hart) – serie TV, 1 episodio (1981)
- Jacqueline Bouvier Kennedy – film TV (1981)
- CHiPs – serie TV, 1 episodio (1981)
- Cassie & Co. – serie TV, 1 episodio (1982)
- Quelli della pallottola spuntata (Police Squad!) – serie TV, 1 episodio (1982)
- Take Your Best Shot – film TV (1982)
- Magnum P.I. (Magnum, P.I.) – serie TV, 1 episodio (1982)
- Non andate a dormire (Don't Go to Sleep) – film TV (1982)
- Giorno per giorno (One Day at a Time) – serie TV, 3 episodi (1982-1983)
- The Mississippi – serie TV, 1 episodio (1984)
- Legmen – serie TV, 1 episodio (1984)
- There Were Times, Dear – film TV (1985)
- Hardcastle e McCormick (Hardcastle and McCormick) – serie TV, 1 episodio (1986)
- Lime Street – serie TV, 1 episodio (1986)
- New Love, American Style – serie TV, 1 episodio (1986)
- The Tortellis – serie TV, 1 episodio (1987)
- Brothers – serie TV, 1 episodio (1987)
- Hotel – serie TV, 1 episodio (1987)
- Segni particolari: genio (Head of the Class) – serie TV, 1 episodio (1988)
- Trial and Error – serie TV, 1 episodio (1988)
- Just in Time – serie TV, 1 episodio (1988)
- CBS Summer Playhouse – serie TV, 1 episodio (1988)
- Avvocati a Los Angeles (L.A. Law) – serie TV, 1 episodio (1988)
- Cose dell'altro mondo (Out of This World) – serie TV, 1 episodio (1988)
- Snoops – serie TV, 1 episodio (1989)
- Mancuso F.B.I. (Mancuso, FBI) – serie TV, 1 episodio (1989)
- Free Spirit – serie TV, 1 episodio (1989)
- Dallas – serie TV, 1 episodio (1990)
- Lifestories – serie TV, 1 episodio (1990)
- Quattro donne in carriera (Designing Women) – serie TV, 1 episodio (1991)
- Divisi dalla legge (The Antagonists) – serie TV, 1 episodio (1991)
- Figlio delle tenebre (Child of Darkness, Child of Light) – film TV (1991)
- Frammenti di un incubo (Dead Silence) – film TV (1991)
- I ragazzi della prateria (The Young Riders) – serie TV, 1 episodio (1991)
- Veronica Clare – serie TV, 2 episodi (1991)
- Teech – serie TV, 1 episodio (1991)
- Civil Wars – serie TV, 2 episodi (1992)
- La famiglia Brock (Picket Fences) – serie TV, 1 episodio (1993)
- Beverly Hills 90210 – serie TV, 2 episodi (1993)
- Lois & Clark - Le nuove avventure di Superman (Lois & Clark: The New Adventures of Superman) – serie TV, 1 episodio (1994)
- Thunder Alley – serie TV, 1 episodio (1994)
- Sola con i miei bambini (Abandoned and Deceived) – film TV (1995)
- Coach – serie TV, 1 episodio (1995)
- Il bacio della mantide (Widow's Kiss) – film TV (1996)
- E.R. - Medici in prima linea (ER) – serie TV, 1 episodio (1996)
- Settimo cielo (7th Heaven) – serie TV, 2 episodi (1997)
- Melrose Place – serie TV, 9 episodi (1992-1998)
- Ally McBeal – serie TV, 1 episodio (1998)
- Giudice Amy (Judging Amy) – serie TV, 1 episodio (2000)
- The District – serie TV, 1 episodio (2000)
- Providence – serie TV, 2 episodi (2001-2002)
- The Agency – serie TV, 2 episodi (2001-2002)
- Senza traccia (Without a Trace) – serie TV, 1 episodio (2004)
- JAG - Avvocati in divisa (JAG) – serie TV, 6 episodi (1997-2004)
- Squadra Med - Il coraggio delle donne (Strong Medicine) – serie TV, 2 episodi (2005)

## Doppiatrici italiane
Nelle versioni in italiano delle opere in cui ha recitato, Claudette Nevins è stata doppiata da:
- Alba Cardilli in Quelli della pallottola spuntata, E.R - Medici in prima linea
- Mirella Pace in A letto con il nemico
- Renata Biserni in The District